# Фабричненська сільська рада
Фабричненська сільська рада — орган місцевого самоврядування у Лутугинському районі Луганської області. Адміністративний центр — селище Фабричне.

## Загальні відомості
Фабричненська сільська рада була утворена в 1992 році.

## Населені пункти
Сільській раді підпорядковані населені пункти:
- с-ще Фабричне

## Склад ради
Рада складається з 16 депутатів та голови.

### Керівний склад ради
| ПІБ                            | Основні відомості                                                 | Дата обрання | Дата звільнення |
| ------------------------------ | ----------------------------------------------------------------- | ------------ | --------------- |
| Макахов Сергій Анатолійович    | Сільський голова, 1961 року народження, безпартійний              | 26.03.2006   | 31.10.2010      |
| Кузнєцов Аркадій Олександрович | Сільський голова, 1959 року народження, освіта вища, безпартійний | 31.10.2010   |                 |

Примітка: таблиця складена за даними джерела